# The Open Championship 1988
De 117e editie van het Brits Open werd van 14-18 juli gespeeld op de Royal Lytham & St Annes Golf Club. Het was de eerste keer dat het Open vijf dagen duurde, nadat het zo hard geregend had dat zaterdag enkele greens onder water stonden.
Na drie rondes had Nick Price als leider twee slagen voorsprong op Severiano Ballesteros en Nick Faldo, die de tweede plaats deelden. Ballesteros speelde de laatste ronde in 65 slagen, Price in 69, wat hem een 2de plaats opleverde, en Faldo in 71, waarmee hij derde werd. Paul Broadhurst was de beste amateur; met een totaal van 296 eindigde hij op de 57ste plaats.

## Top-10
| Nr | Speler                | Score           | Score | Prijs (£) |
| -- | --------------------- | --------------- | ----- | --------- |
| 1  | Severiano Ballesteros | 67-71-70-65=273 | −11   | 80.000    |
| 2  | Nick Price            | 70-67-69-69=275 | −9    | 60.000    |
| 3  | Nick Faldo            | 71-69-68-71=279 | −5    | 47.000    |
| T4 | Fred Couples          | 73-69-71-68=281 | −3    | 33.500    |
| T4 | Gary Koch             | 71-72-70-68=281 | −3    | 33.500    |
| 6  | Peter Senior          | 70-73-70-69=282 | −2    | 27.000    |
| T7 | Isao Aoki             | 72-71-73-67=283 | −1    | 21.000    |
| T7 | David Frost           | 71-75-69-68=283 | −1    | 21.000    |
| T7 | Sandy Lyle            | 73-69-67-74=283 | −1    | 21.000    |
| T7 | Payne Stewart         | 73-75-68-67=283 | −1    | 21.000    |

Vanaf 1970:
1970 ·
1971 ·
1972 ·
1973 ·
1974 ·
1975 ·
1976 ·
1977 ·
1978 ·
1979 ·
1980 ·
1981 ·
1982 ·
1983 ·
1984 ·
1985 ·
1986 ·
1987 ·
1988 ·
1989 ·
1990 ·
1991 ·
1992 ·
1993 ·
1994 ·
1995 ·
1996 ·
1997 ·
1998 ·
1999 ·
2000 ·
2001 ·
2002 ·
2003 ·
2004 ·
2005 ·
2006 ·
2007 ·
2008 ·
2009 ·
2010 ·
2011 ·
2012 ·
2013 ·
2014 ·
2015 ·
2016 ·
2017 ·
2018 ·
2019 ·
2020